# Grue à cou blanc
Antigone vipio
Espèce
Statut de conservation UICN

 VU A2ce+3ce : Vulnérable
Statut CITES
La Grue à cou blanc (Antigone vipio) est une espèce d'oiseaux de la famille des Gruidae.

## Description
Sa trachée forme des circonvolutions qui lui permettent de crier extrêmement fort. Elle mesure de 120 à 135 cm de long et son envergure est de 205 à 238 cm. Elle pèse 4,8 à 7,1 kg.

## Répartition
Elle vit en Manchourie et le sud de la Sibérie ; elle hiverne dans l'est de la Chine et la péninsule coréenne.

## Comportement
Elle possède la particularité d'arriver très tôt sur son lieu de nidification, dès la fin mars. Bien que ce soit le début du printemps, la neige y est encore abondante et la température peut descendre jusqu’à -20 °C. Elle mue à peu près une fois par an et change alors tout son plumage entre juillet et octobre. À cette période elle est incapable de voler.

## Longévité
Elle possède une durée de vie d'une quarantaine d'années.